# Xenocalamus bicolor
Xenocalamus bicolor — вид отруйних змій родини земляних гадюк (Atractaspididae). Мешкає в Центральній і Південній Африці.

## Підвиди
Виділяють чотири підвиди:
- Xenocalamus bicolor australis FitzSimons, 1946;
- Xenocalamus bicolor bicolor Günther, 1868;
- Xenocalamus bicolor lineatus Roux, 1907;
- Xenocalamus bicolor machadoi Laurent, 1954.

## Поширення й екологія
Xenocalamus bicolor поширені від півдня Демократичної Республіки Конго і Анголи через Намібію, Ботсвану, Зімбабве та Мозамбік до Південно-Африканської Республіки. Вони живуть у сухих і мезофільних саванах, зокрема в Калахарі, серед еолових і алювіальних пісків, на висоті від 900 до 1400 м над рівнем моря. Ведуть наземний, риючий спосіб життя. Живляться амфісбенами. Відкладають яйця, в кладці 3—4 яйця.